# Rydberg Peninsula
Rydberg Peninsula – szeroki, pokryty lodem półwysep o długości około 50 km, położony między zatoką Fladerer Bay (na Wybrzeżu Bryana w Ziemi Marii Byrd) a zatoką Carroll Inlet (na Wybrzeżu Englisha w Ziemi Ellswortha). Został naniesiony na mapy przez USGS na podstawie badań terenowych oraz zdjęć lotniczych wykonanych przez Marynarkę Wojenną Stanów Zjednoczonych w latach 1961–1966. Nazwa została nadana w 1968 roku przez komitet doradczy Advisory Committee on Antarctic Names, na cześć kapitana Svena Rydberga, dowódcy statku USNS Eltanin podczas antarktycznych wypraw od lutego 1962 do czerwca 1963 roku.